# Ichabod – The Legend of Sleepy Hollow
Ichabod – The Legend of Sleepy Hollow – album studyjny piosenkarza Binga Crosby'ego wydany w 1949 roku, zawierający opowiadania muzyczne według historii Washingtona Irvinga The Legend of Sleepy Hollow.

## Lista utworów
Wszystkie piosenki zostały nagrane 23 czerwca 1949 r. i napisane przez Don Raye i Gene De Paula, a wyreżyserowane przez Simona Rady’ego z udziałem Victora Younga i jego orkiestry.
Piosenki znalazły się na 2-płytowym, 78-obrotowym albumie, Decca Album DAU-725.
płyta 1
| 1. | „Ichabod” (Pt. 1) (includes song „Ichabod”) | 3:11  |
|    |                                             |       |
| 2. | „Ichabod” (Pt. 2) (includes song „Ichabod”) | 3:23  |
|    |                                             |       |
|    |                                             | 06:34 |
|    |                                             |       |
płyta 2
| 1. | „Ichabod” (Pt. 3) (includes song „Katrina”)               | 3:15  |
|    |                                                           |       |
| 2. | „Ichabod” (Pt. 4) (includes song „The Headless Horseman”) | 3:20  |
|    |                                                           |       |
|    |                                                           | 06:35 |
|    |                                                           |       |